# NGC 513
NGC 513 est une galaxie spirale située dans la constellation d'Andromède. NGC 513 a été découverte par l'astronome germano-britannique William Herschel en 1784.

## Caractéristiques
Sa vitesse par rapport au fond diffus cosmologique est de 5 578 ± 22 km/s, ce qui correspond à une distance de Hubble de 82,3 ± 5,8 Mpc (∼268 millions d'al).
À ce jour, trois mesures non basées sur le décalage vers le rouge (redshift) donnent une distance de 86,433 ± 0,635 Mpc (∼282 millions d'al), ce qui est à l'intérieur des valeurs de la distance de Hubble.
NGC 513 est une galaxie active de type Seyfert Sy 1h, et elle présente une large raie HI.

## Trou noir supermassif
Selon les auteurs d'un article publié en 2002, la masse du trou noir central de NGC 513 est de 4,79 x 107{\displaystyle M_{\odot }} (107,68{\displaystyle M_{\odot }}).  
Selon une autre étude publiée en 2012 et basée sur la dispersion des vitesses de la région centrale de NGC 513, la masse du trou noir central serait de 43 millions de {\displaystyle M_{\odot }}  (107,63).